# Renilla muelleri
Renilla muelleri is een Pennatulaceasoort uit de familie van de Renillidae. De wetenschappelijke naam van de soort is voor het eerst geldig gepubliceerd in 1872 door Kölliker.